# Балка Ручаївська
Балка Ручаївська — ландшафтний заказник місцевого значення. Об'єкт розташований на території Запорізького району Запорізької області, 100 м на південний схід від села Ручаївка.
Площа — 112,6 га, статус отриманий у 1998 році.

## Природні особливості
Ландшафтний заказник «Балка Ручаївська» знаходиться в межах однойменної балки, яка є складовою частиною долини річки Томаківка (ліва притока). По тальвегу балки та кількох її відрогів протікають заболочені струмки, які влітку місцями пересихають. У середині минулого століття в балці було створено кілька ставків, які згодом висохли, а на їх місці залишились напівзруйновані греблі.
Балка знаходиться в безпосередній близькості до досить великого села Ручаївка, на околиці якого функціонувала колись велика тваринницька ферма. Це спричинило до того, що більша частина балки зазнала деградації рослинного покриву. Зараз  територія заказника вкрита деградованою (1—3 стадії пасовищної та пірогенної дигресії) степовою) і лучною рослинністю. Природна байрачнолісова рослинність майже повністю знищена (2—4 стадії дигресії), невеличкі її ділянки збереглися тільки у верхів'ях балки та її відрогів. Схили балки вкриті степовою рослинністю, представленою різнотравно-типчаково-ковиловим (справжнім), лучним і чагарниковим степом. На місці знищеної байрачнолісової рослинності утворилися суходільні луки, які внаслідок широкого коритоподібного днища балки займають досить значні площі. У місцях постійного зволоження утворилися болота. По контуру балки місцями створені захисні лісосмуги.

### Раритетні види та угруповання рослин
На території заказника зростає 1 вид рослин, занесений до Червоного списку Міжнародного союзу охорони природи (астрагал шерстистоквітковий), 9 видів, занесених до Червоної книги України (сон лучний, горицвіт волзький, астрагал понтійський, брандушка різнокольорова, шафран сітчастий, рястка Буше, ковила волосиста, ковила Лессінга, ковила найкрасивіша) та 9 видів, занесених до Червоного списку рослин Запорізької області (мигдаль степовий, астрагал пухнастоквітковий, барвінок трав'янистий, дивина лікарська, півники маленькі, гіацинтик блідий, белевалія сарматська, зірочки цибулиноносні, проліска дволиста).
На території заказника виявлено 3 рослинні угруповання, які занесені до Зеленої книги України, зокрема формації мигдалю степового, ковили волосистої та ковили Лессінга. 

### Раритетні види тварин
На території заказника зареєстровано 7 видів тварин, занесених до Червоної книги України (махаон, подалірій, ксилокопа звичайна, сколія-гігант, полоз жовточеревий, сліпак подільський, тхір степовий.

## Панорами

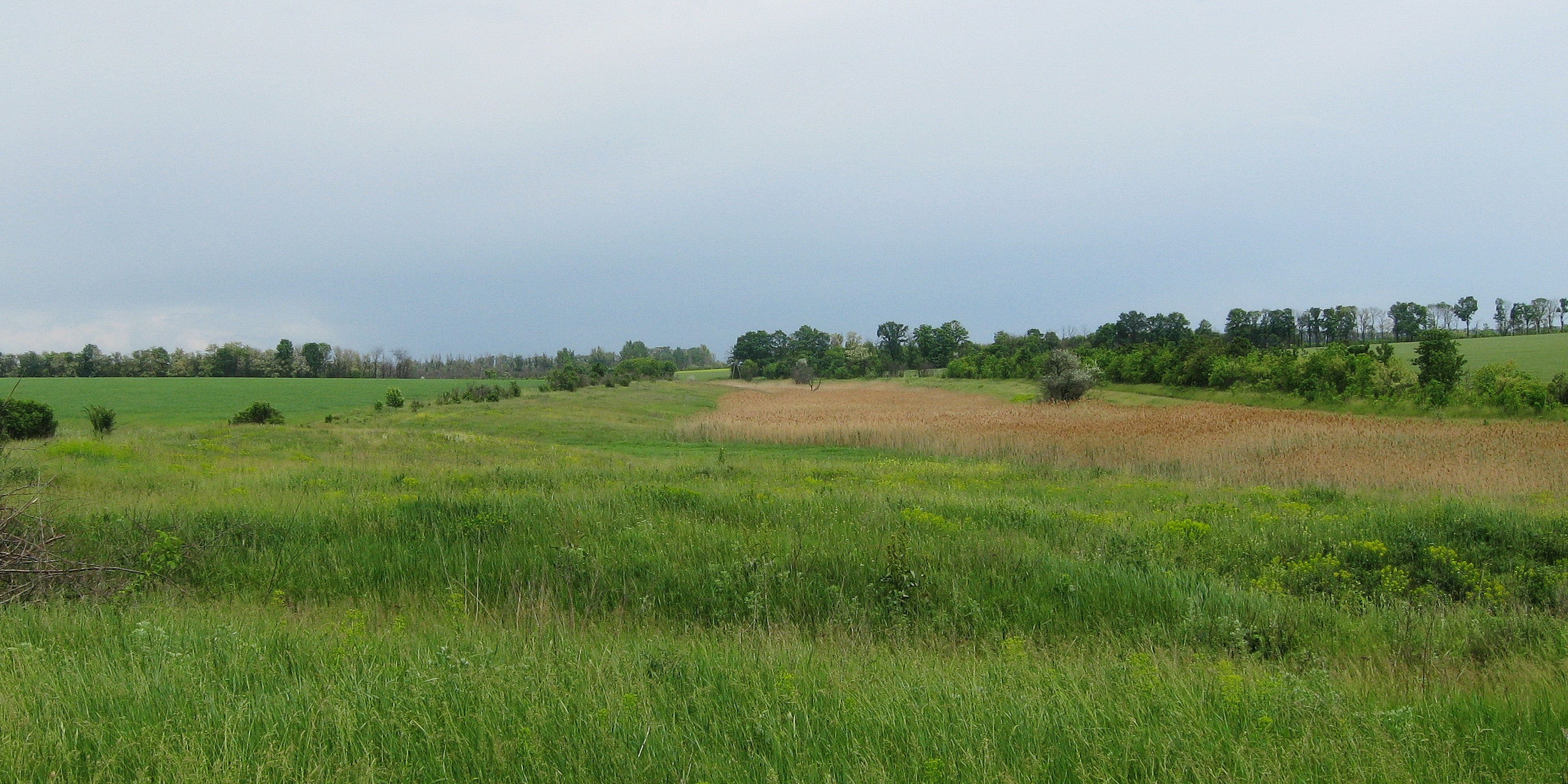
Ландшафтний заказник «Балка Ручаївська». Панорама 1
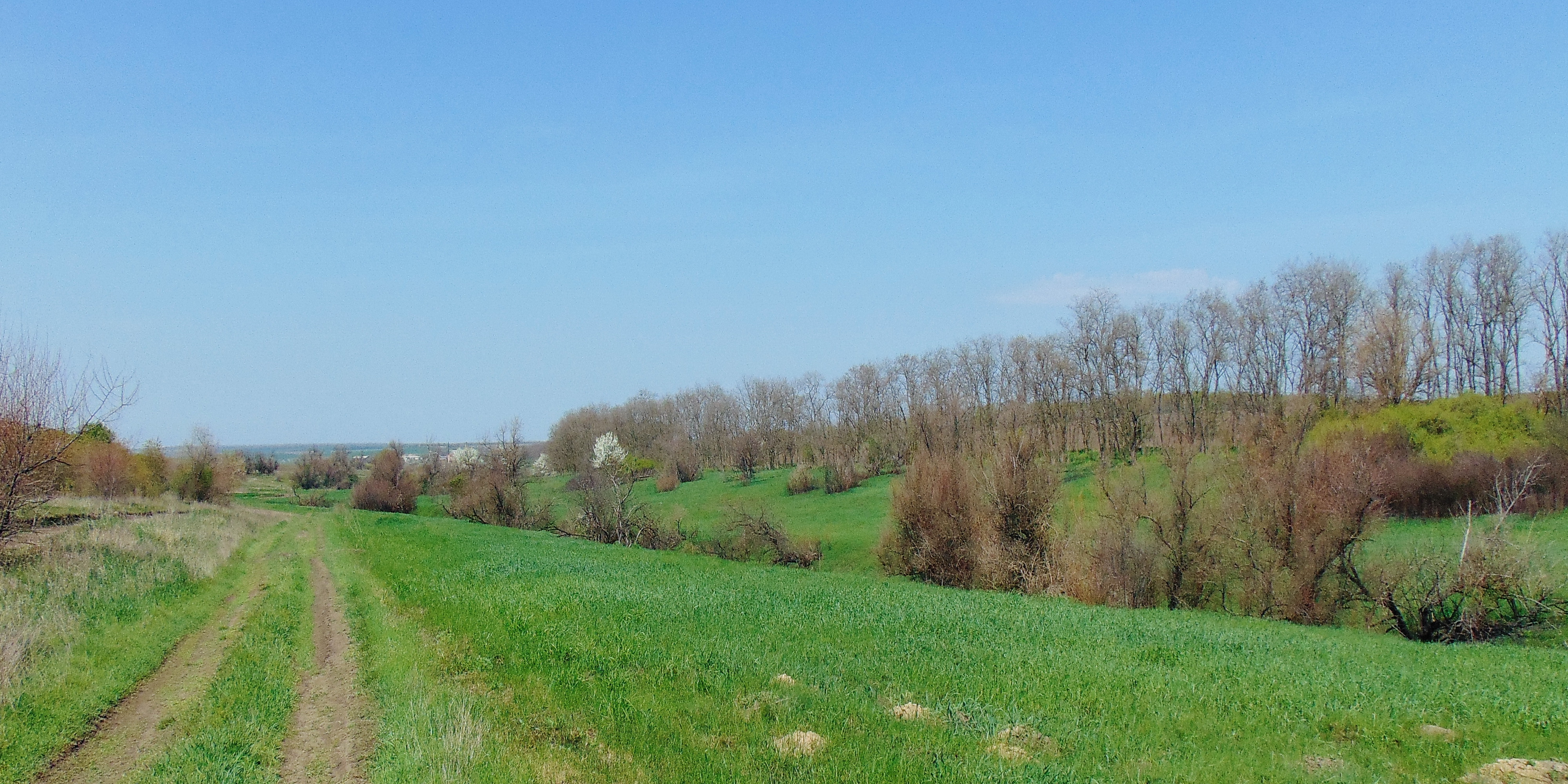
Ландшафтний заказник «Балка Ручаївська». Панорама 3
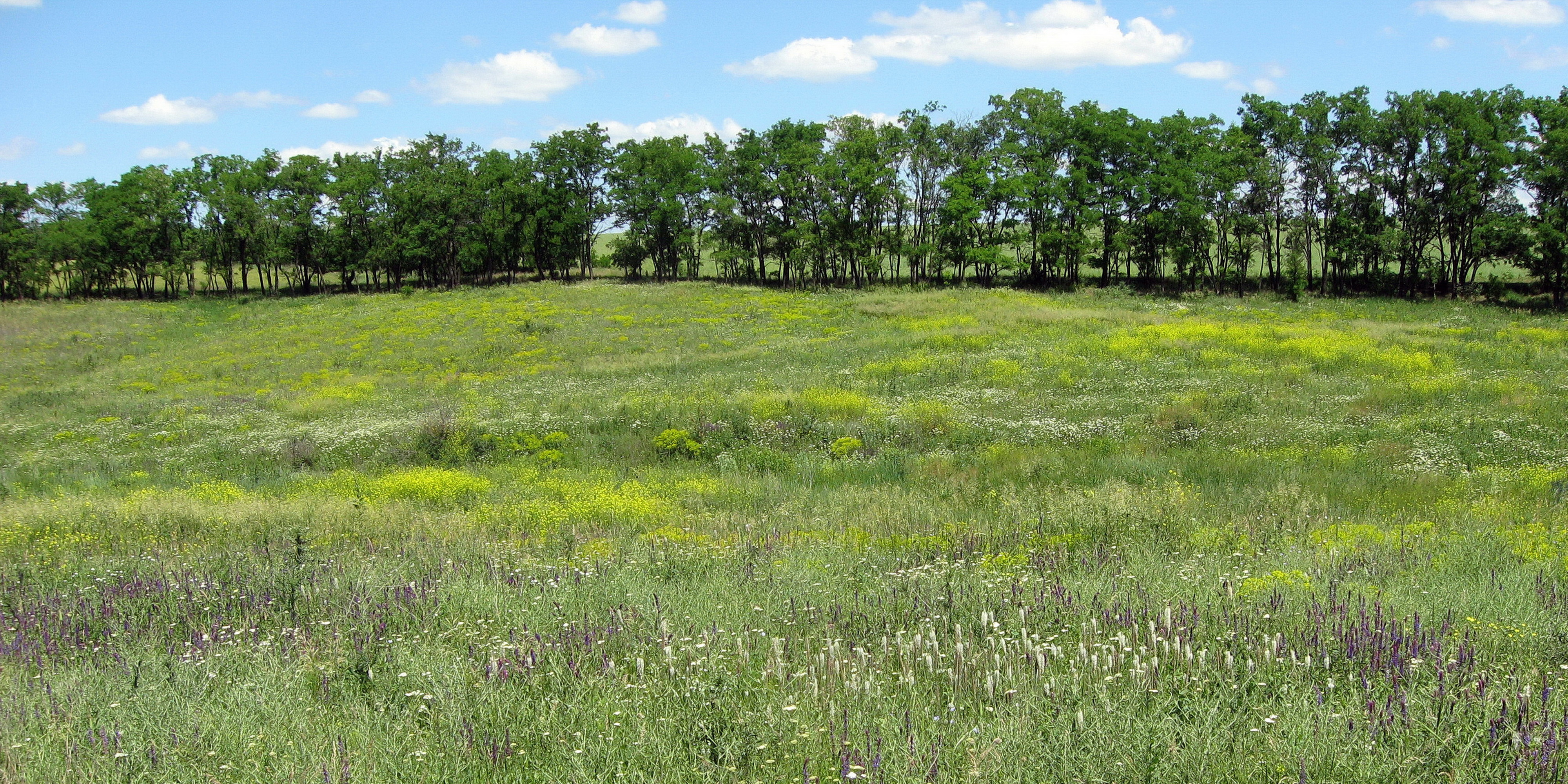
Лучний степ
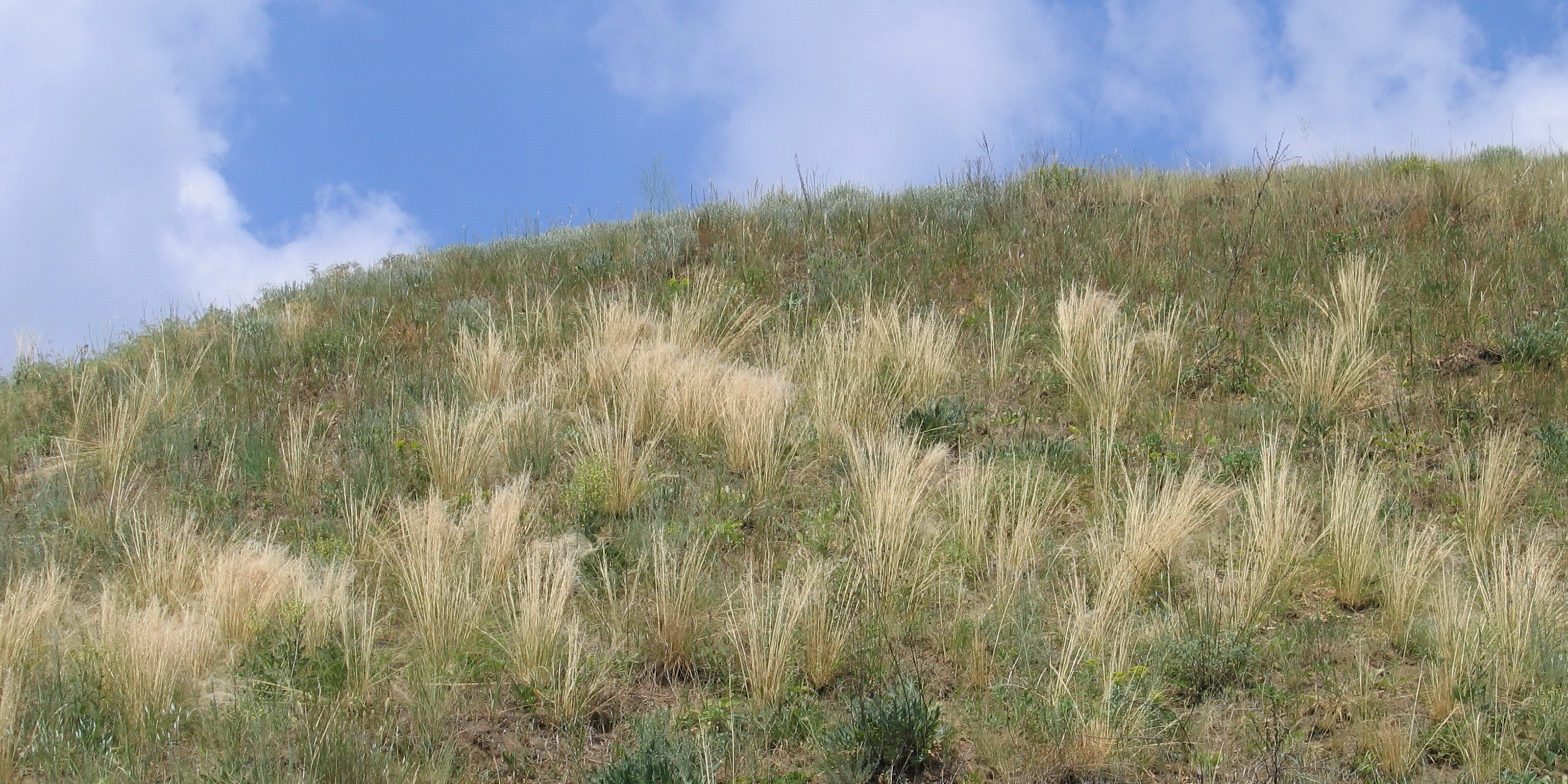
Ковиловий степ на крутосхилі
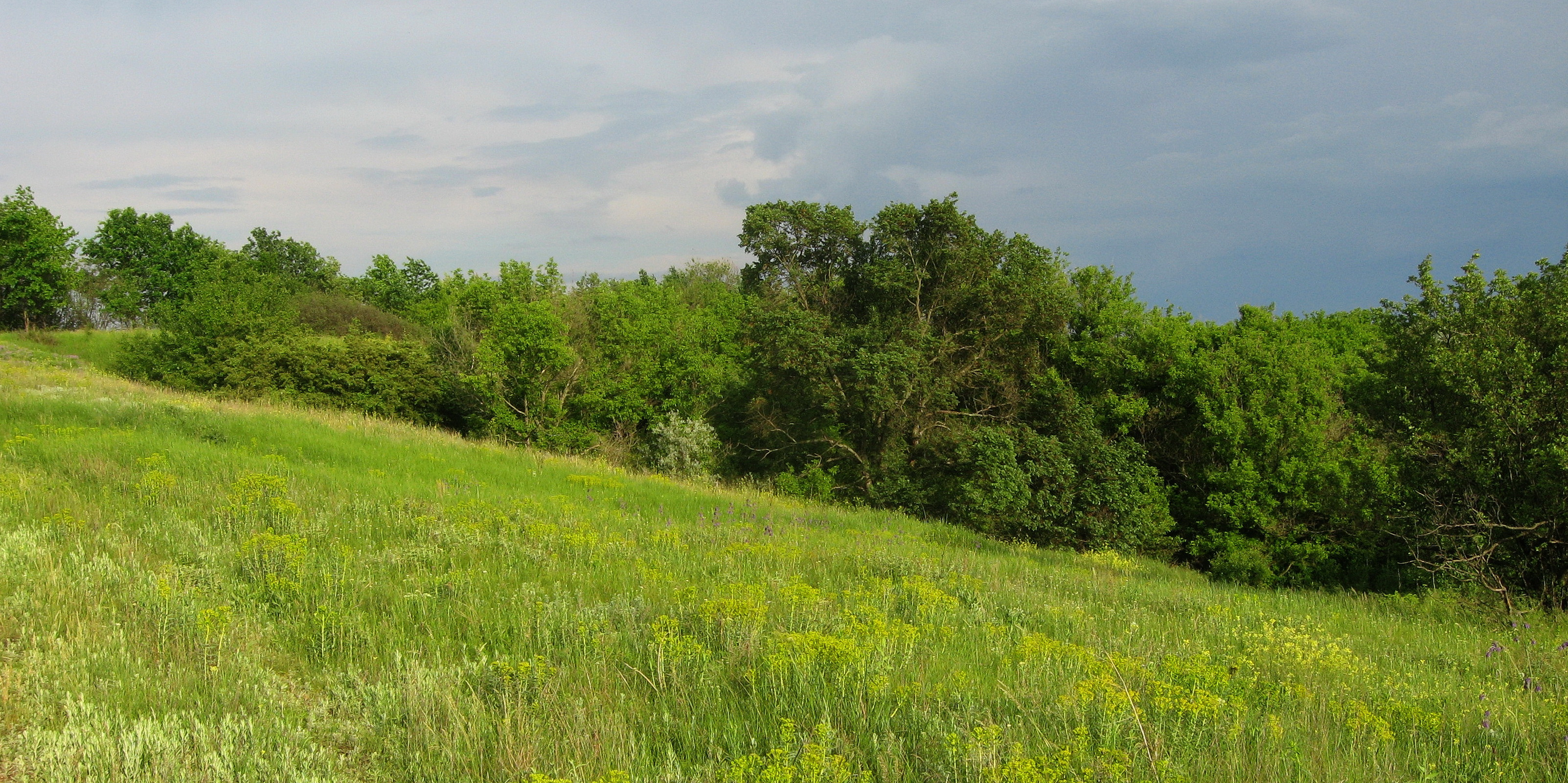
Байрачний ліс

## Галерея

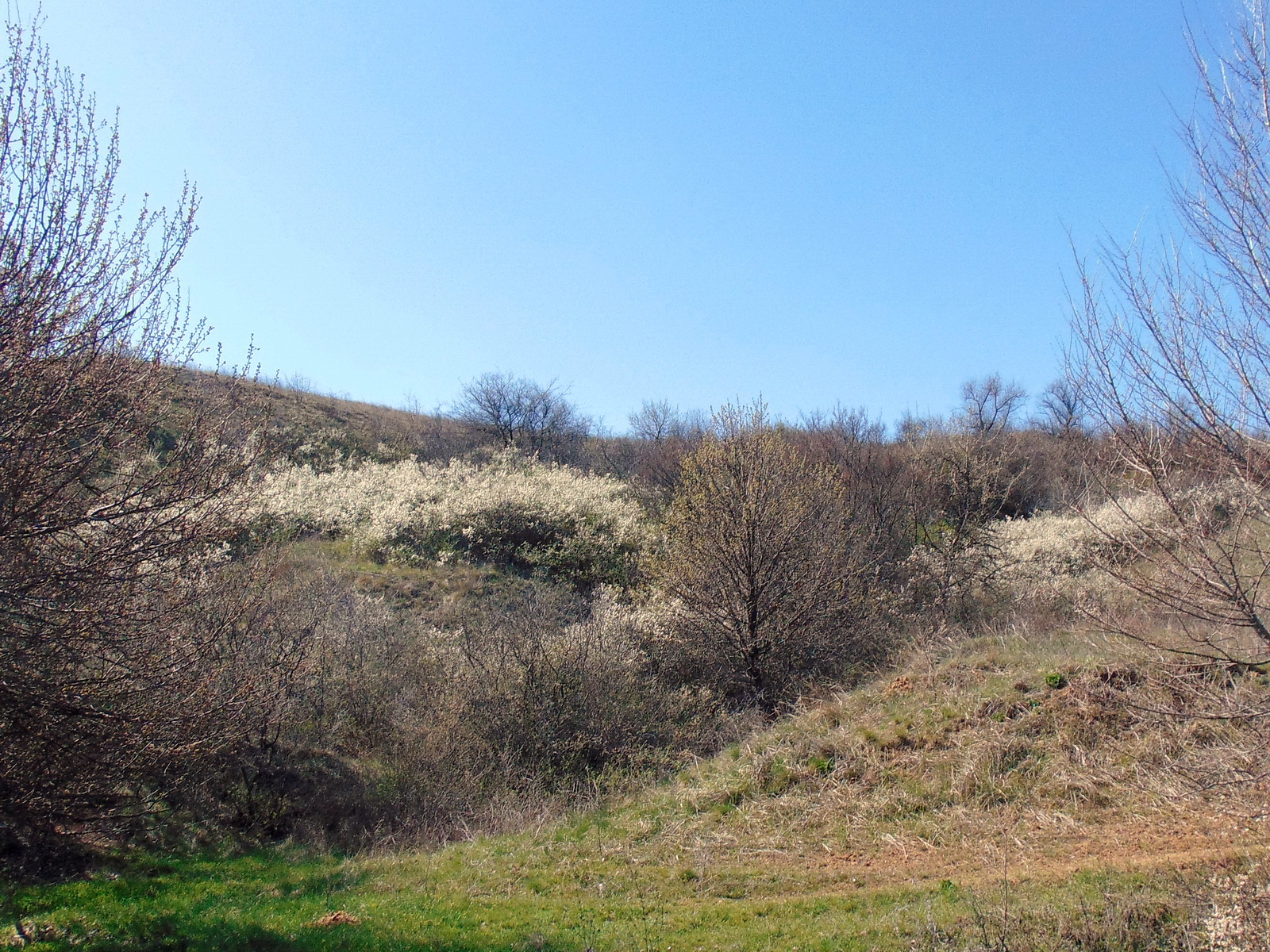
Терновник. Весна
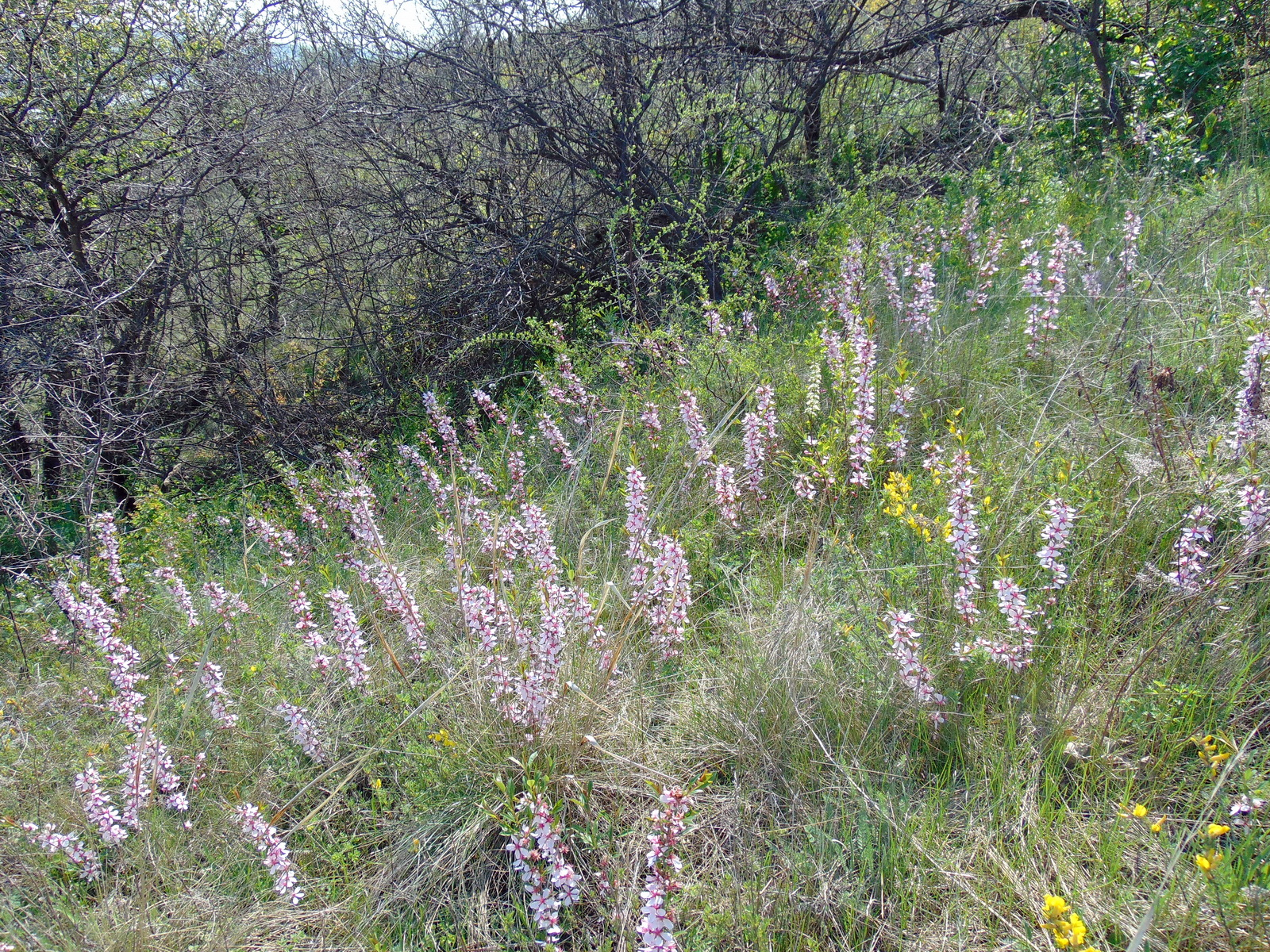
Формація мигдалю степового
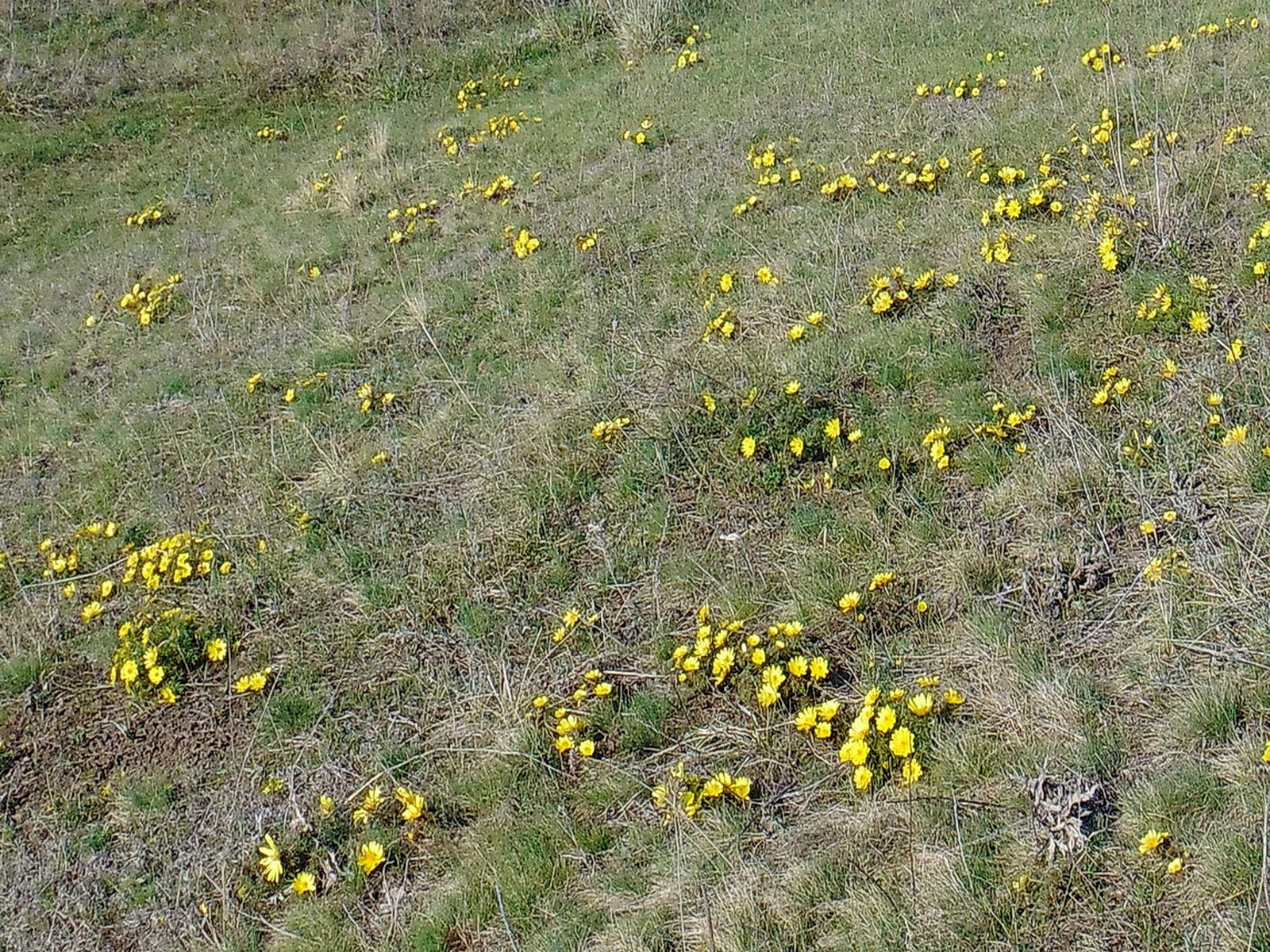
Ценопопуляція горицвіту волзького
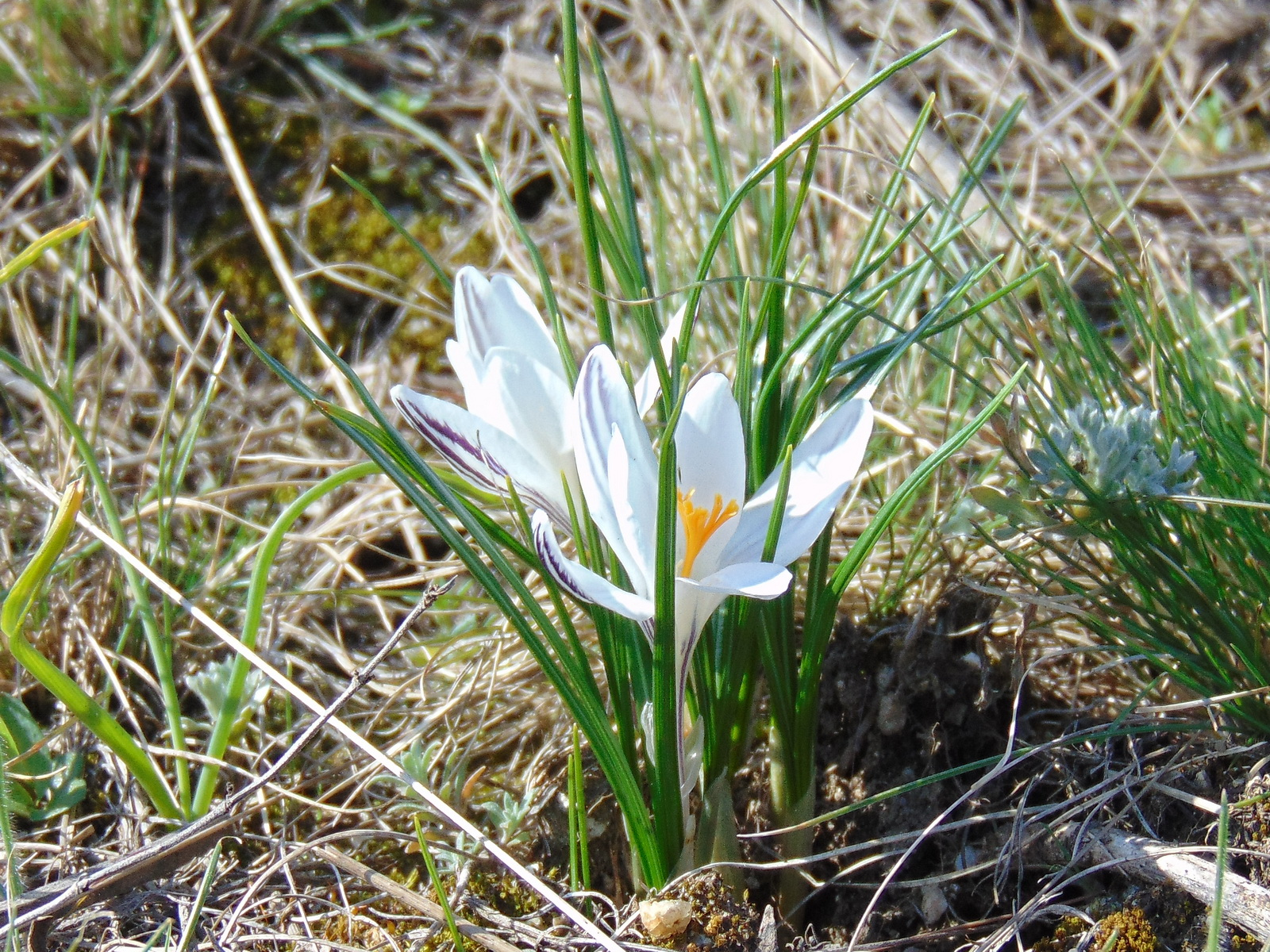
Шафран сітчастий
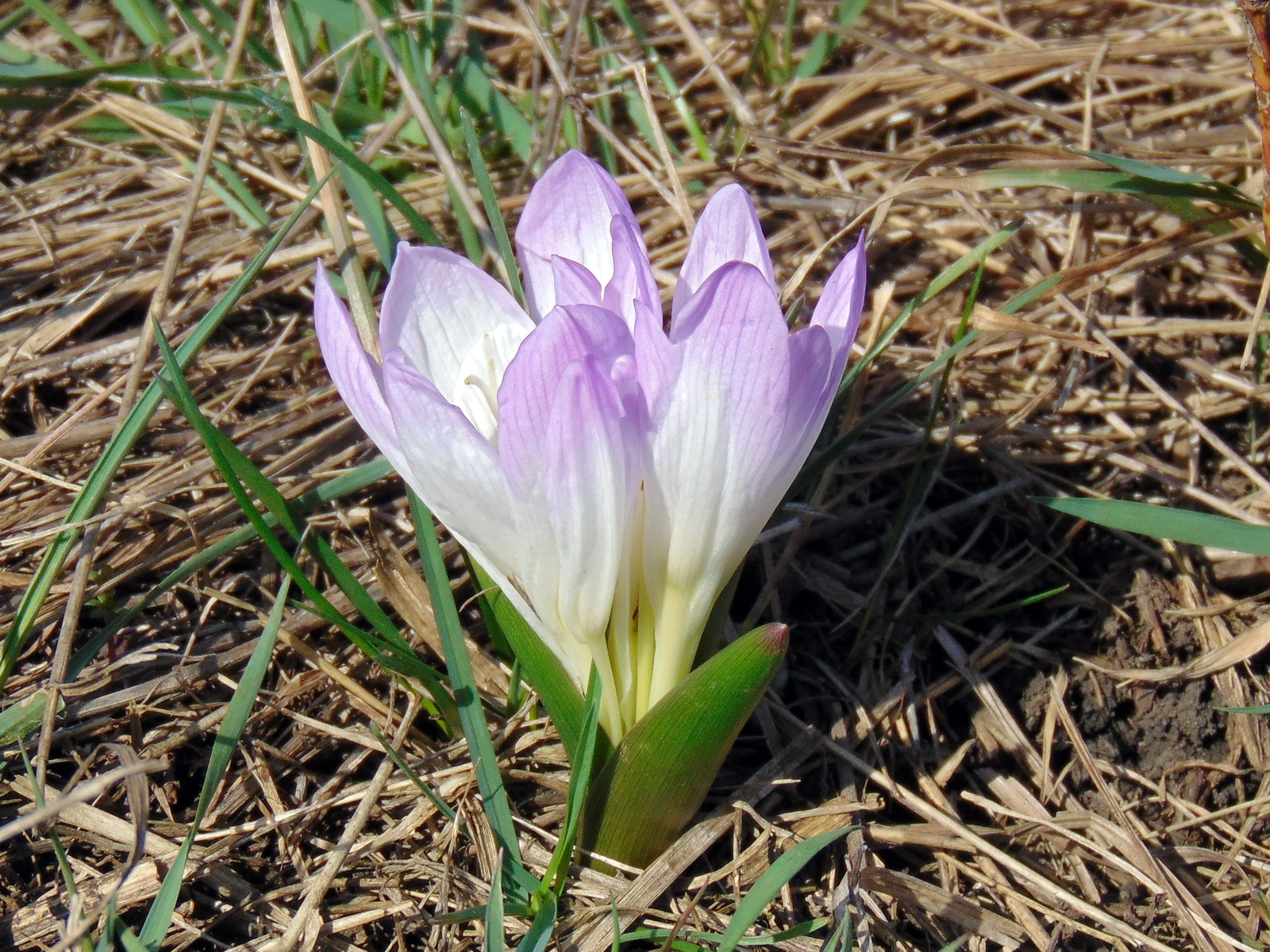
Брандушка різнокольорова
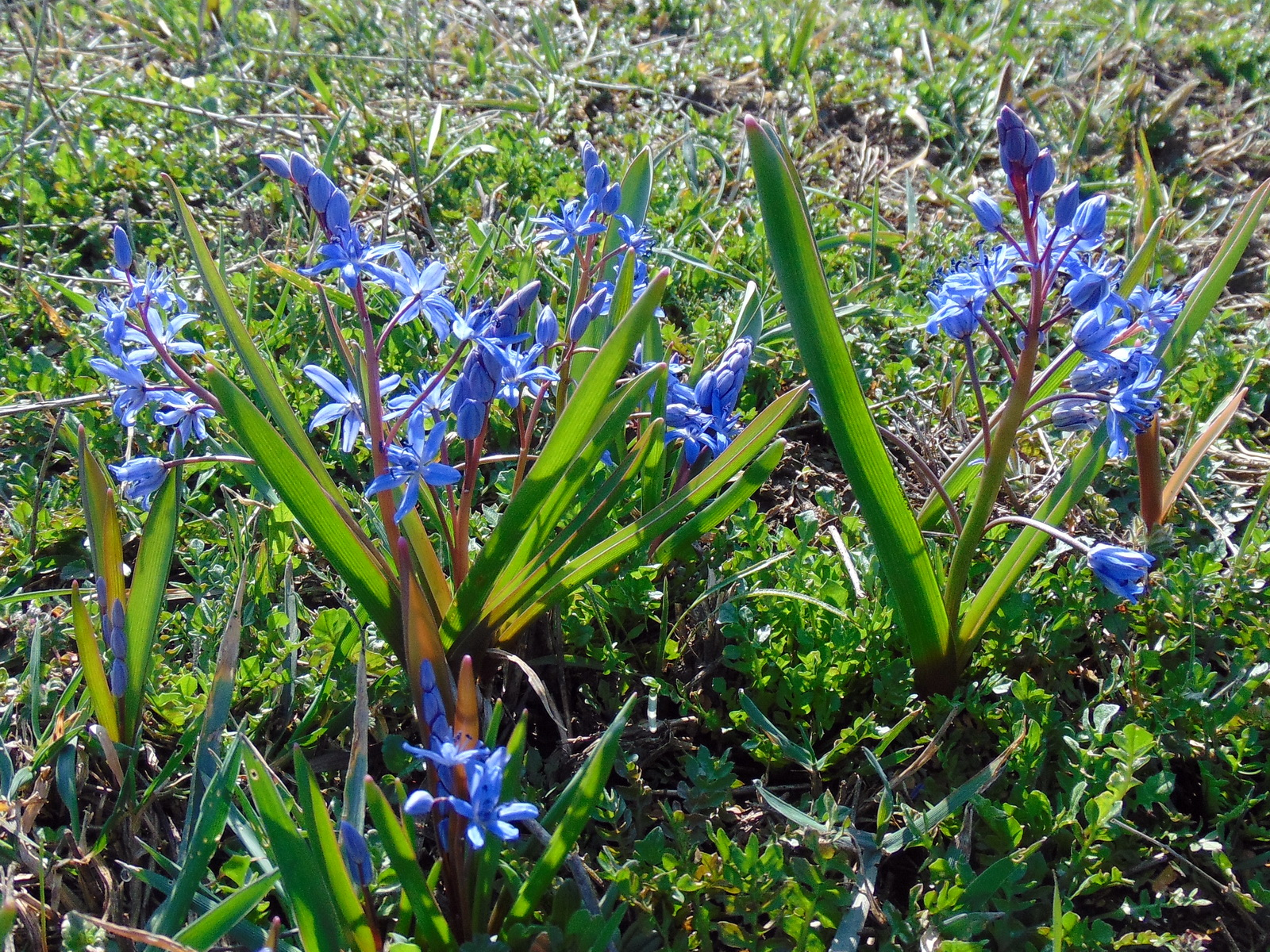
Проліска дволиста.
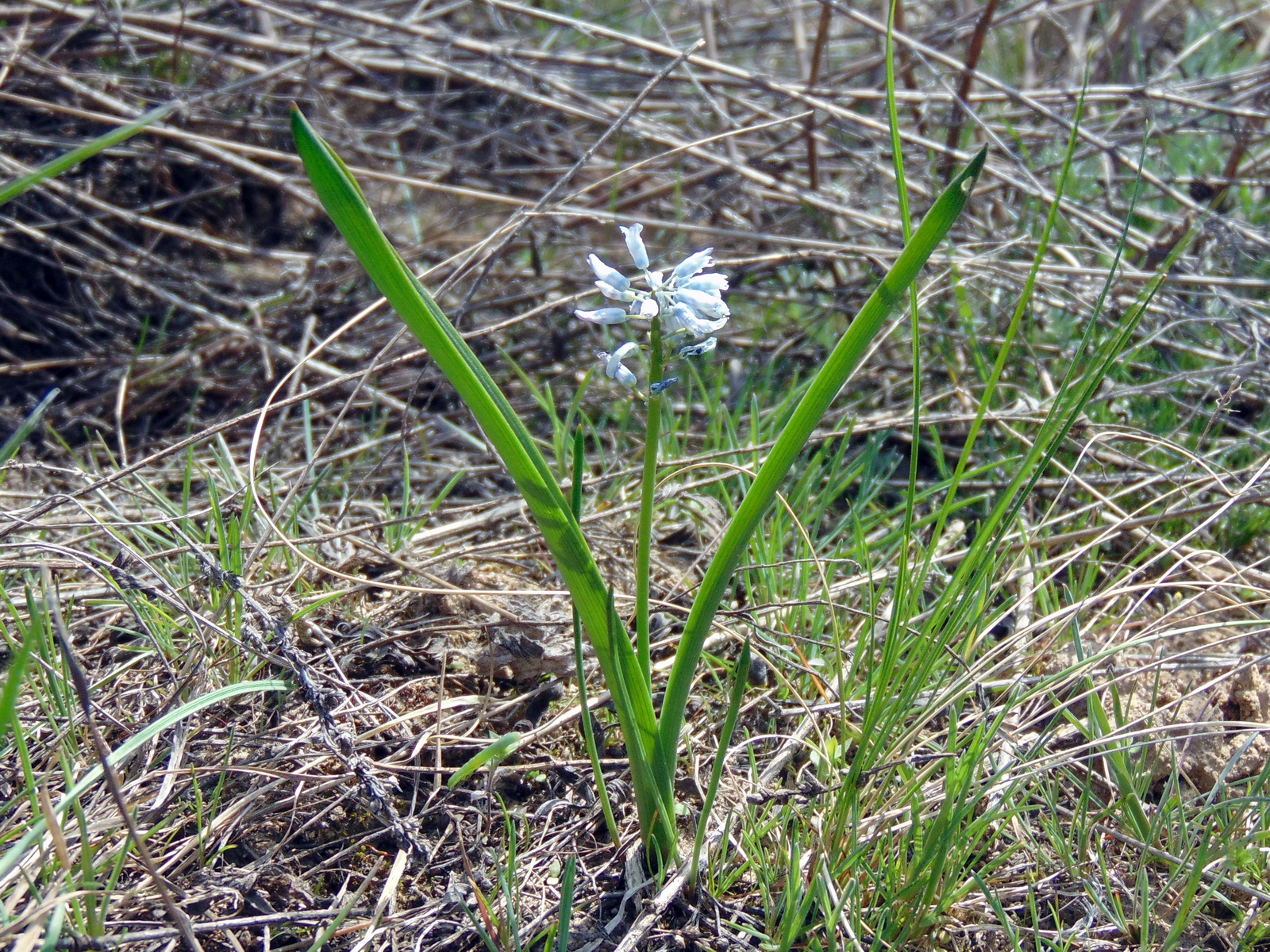
Гіацинтик блідий
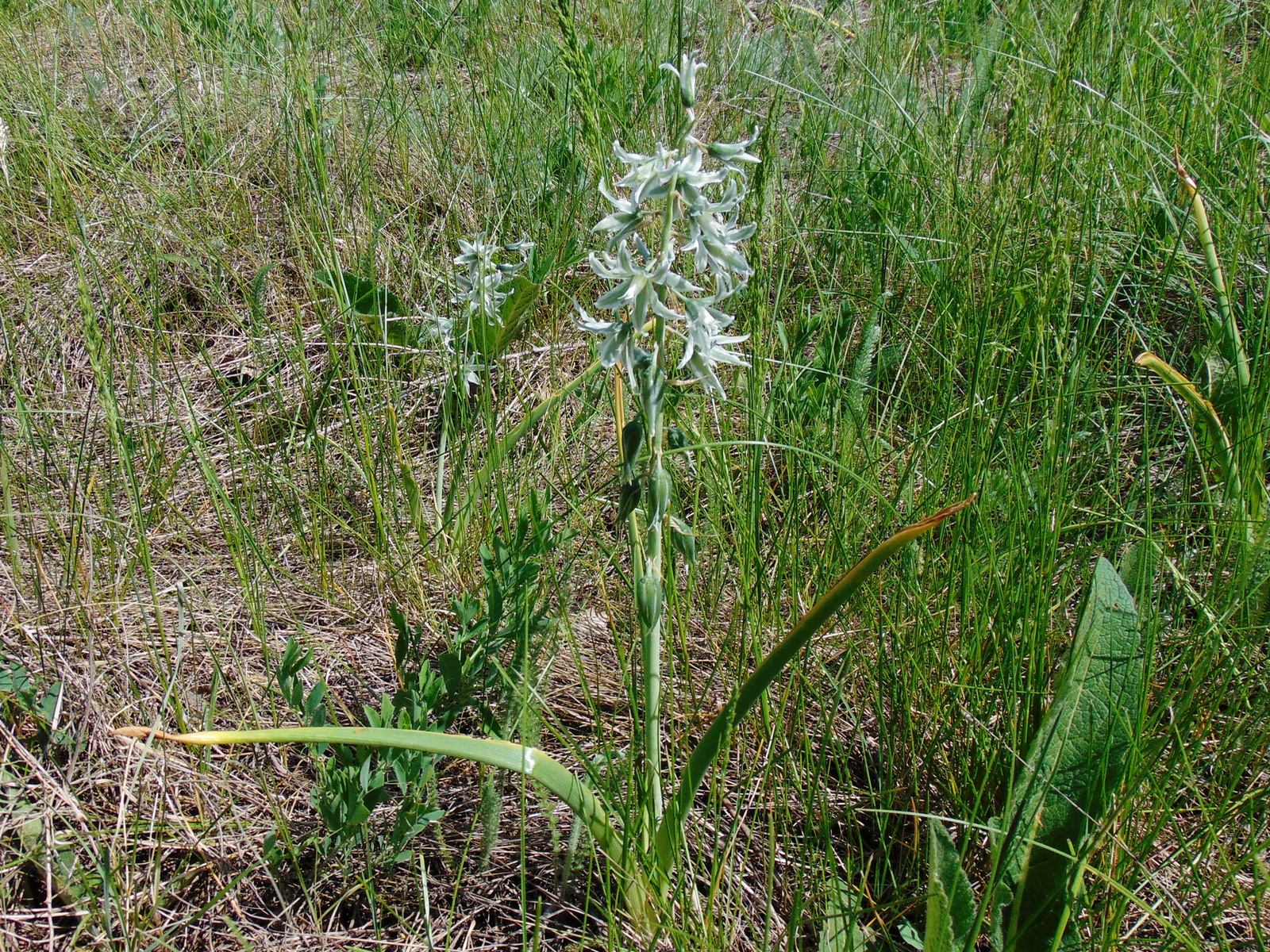
Рястка Буше
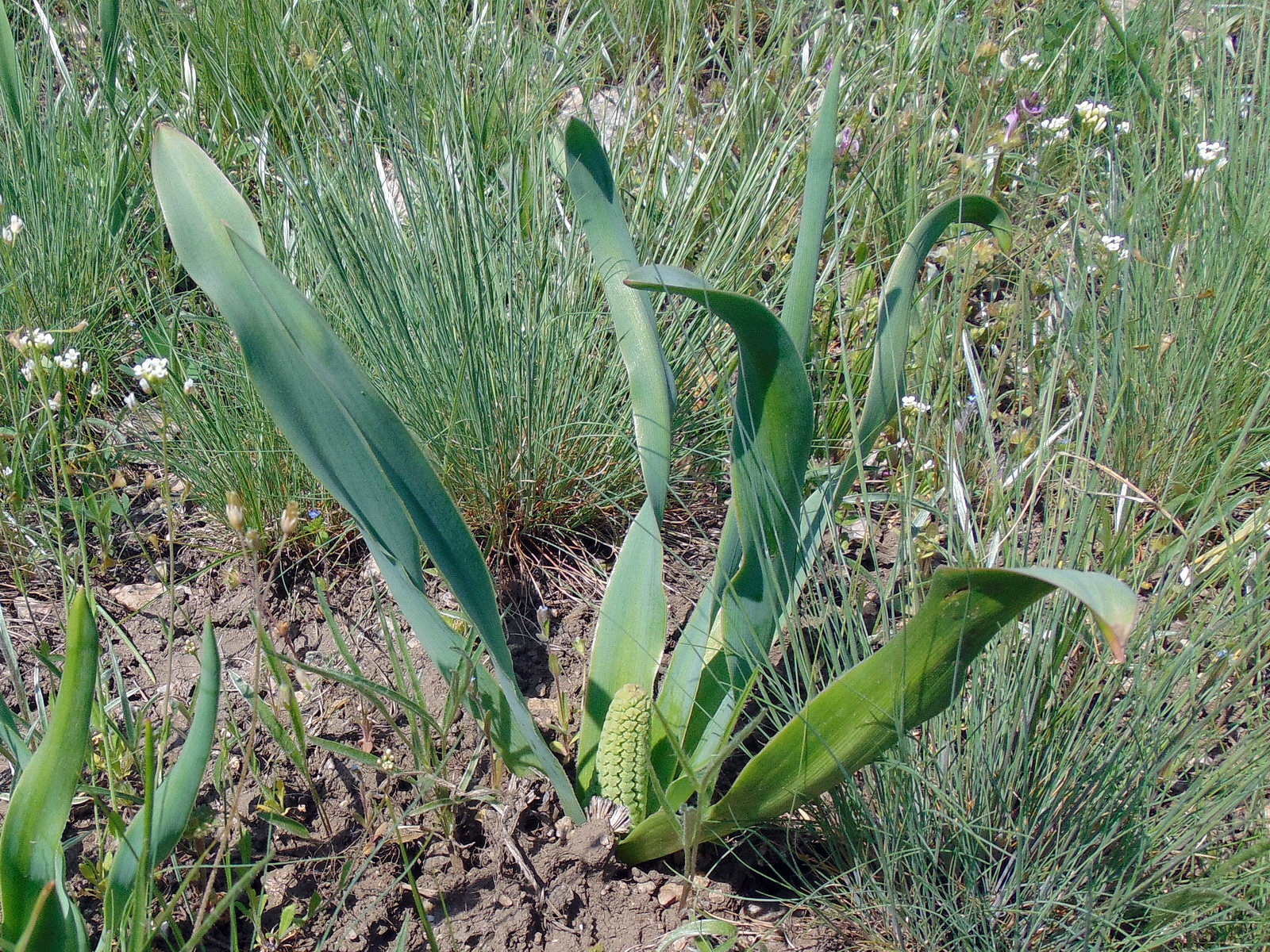
Белевалія сарматська
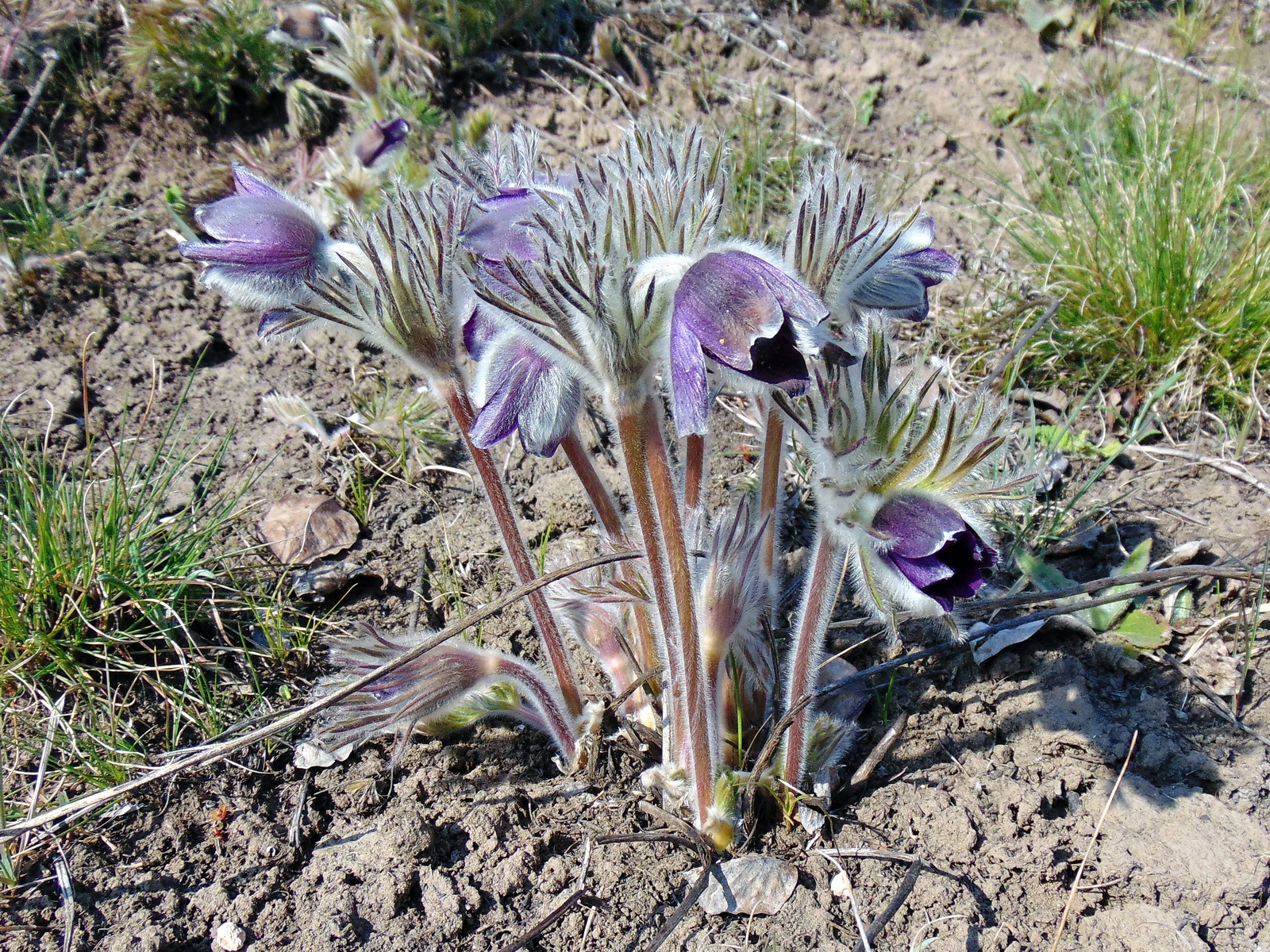
Сон лучний
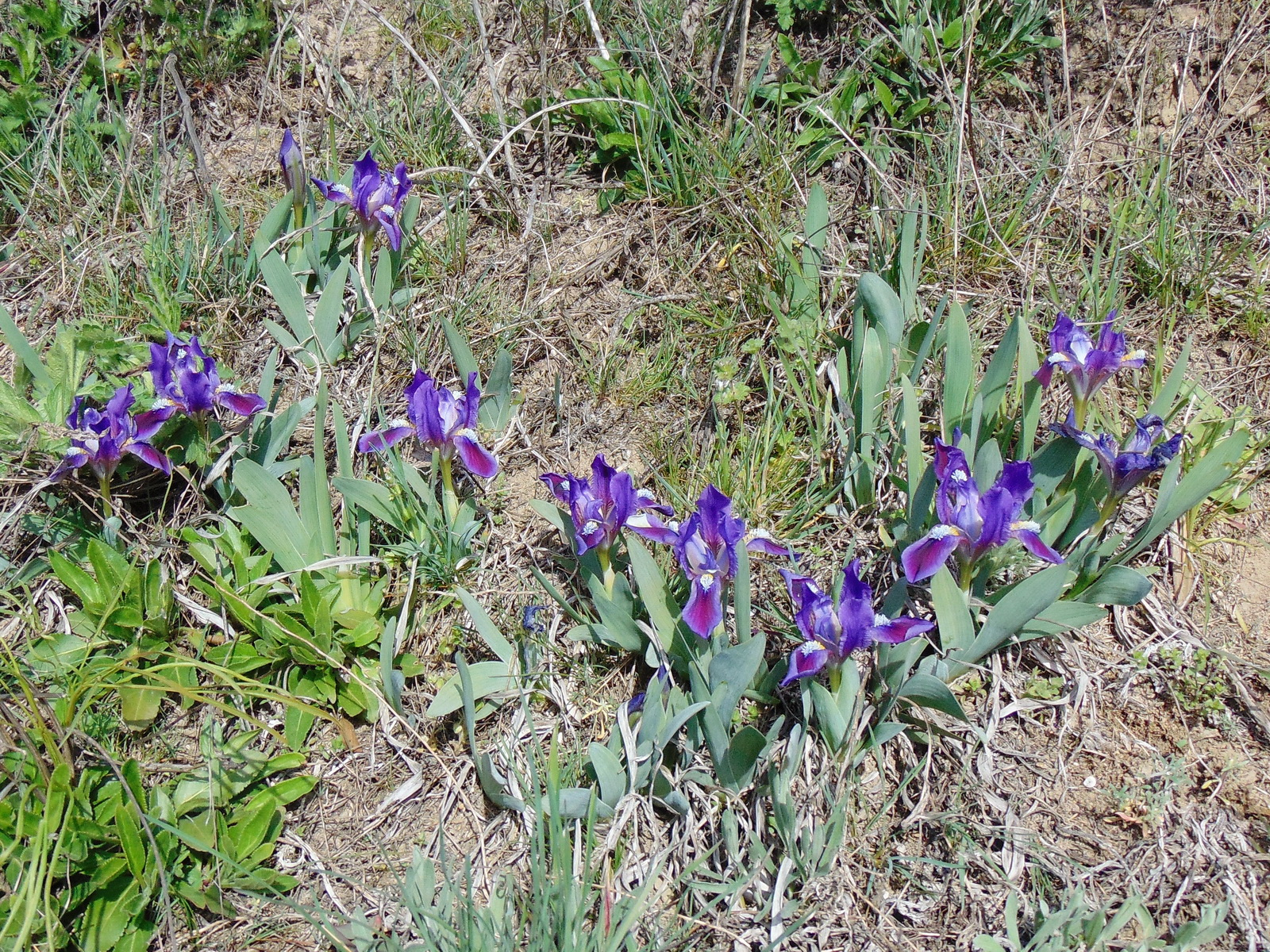
Півники маленькі
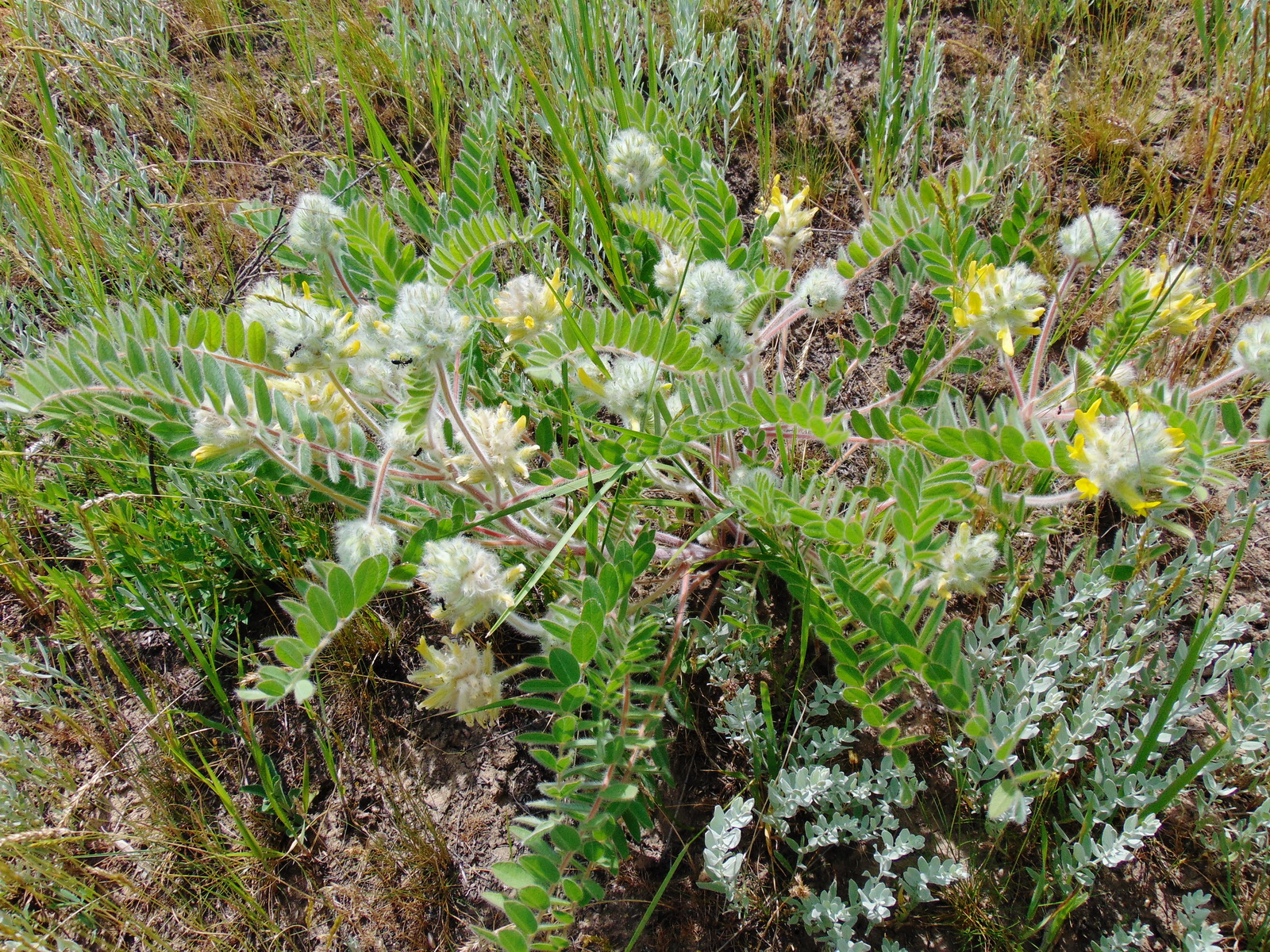
Астрагал шерстистоквітковий
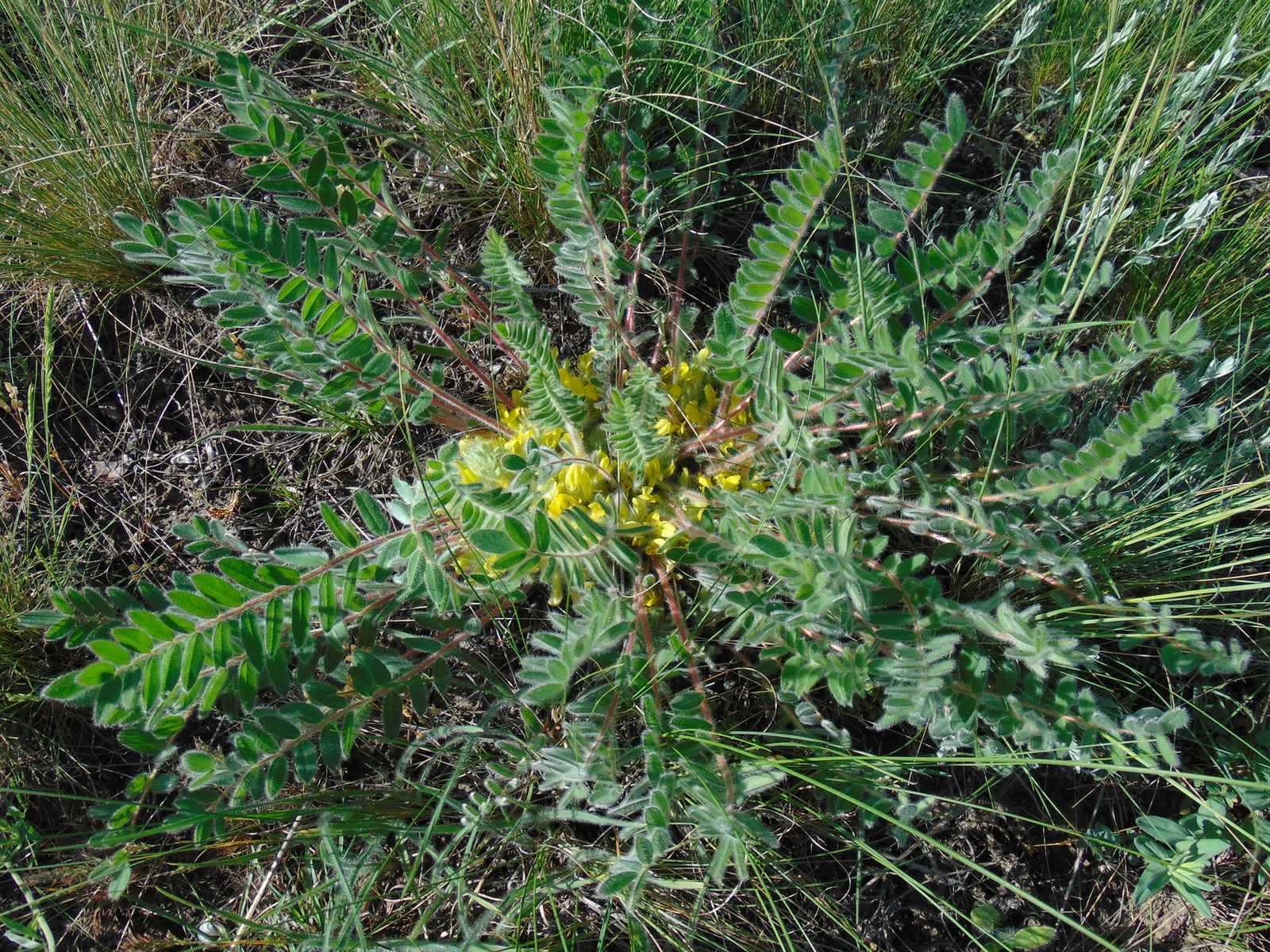
Астрагал пухнастоквітковий
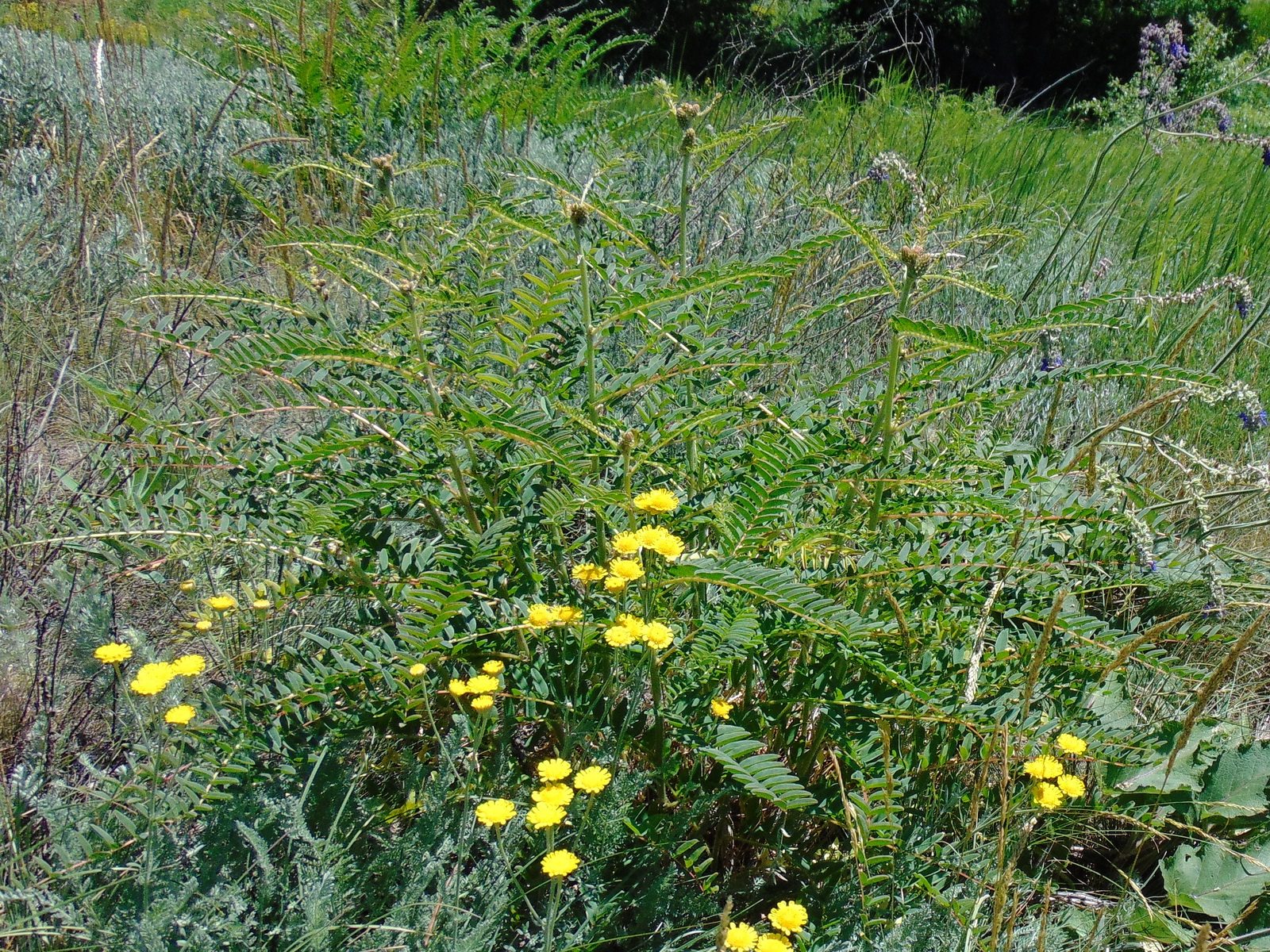
Астрагал понтійський
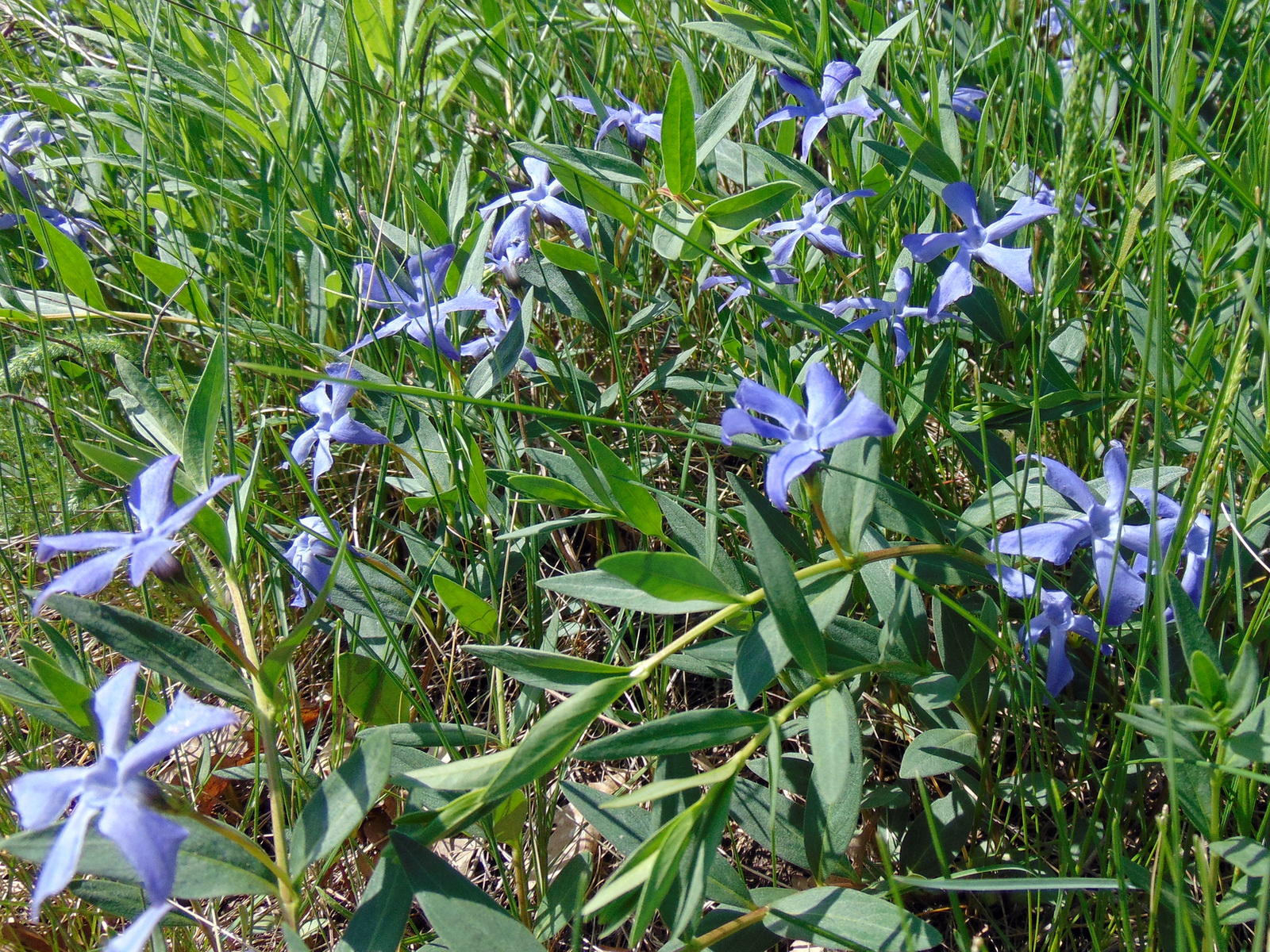
Барвінок трав'янистий
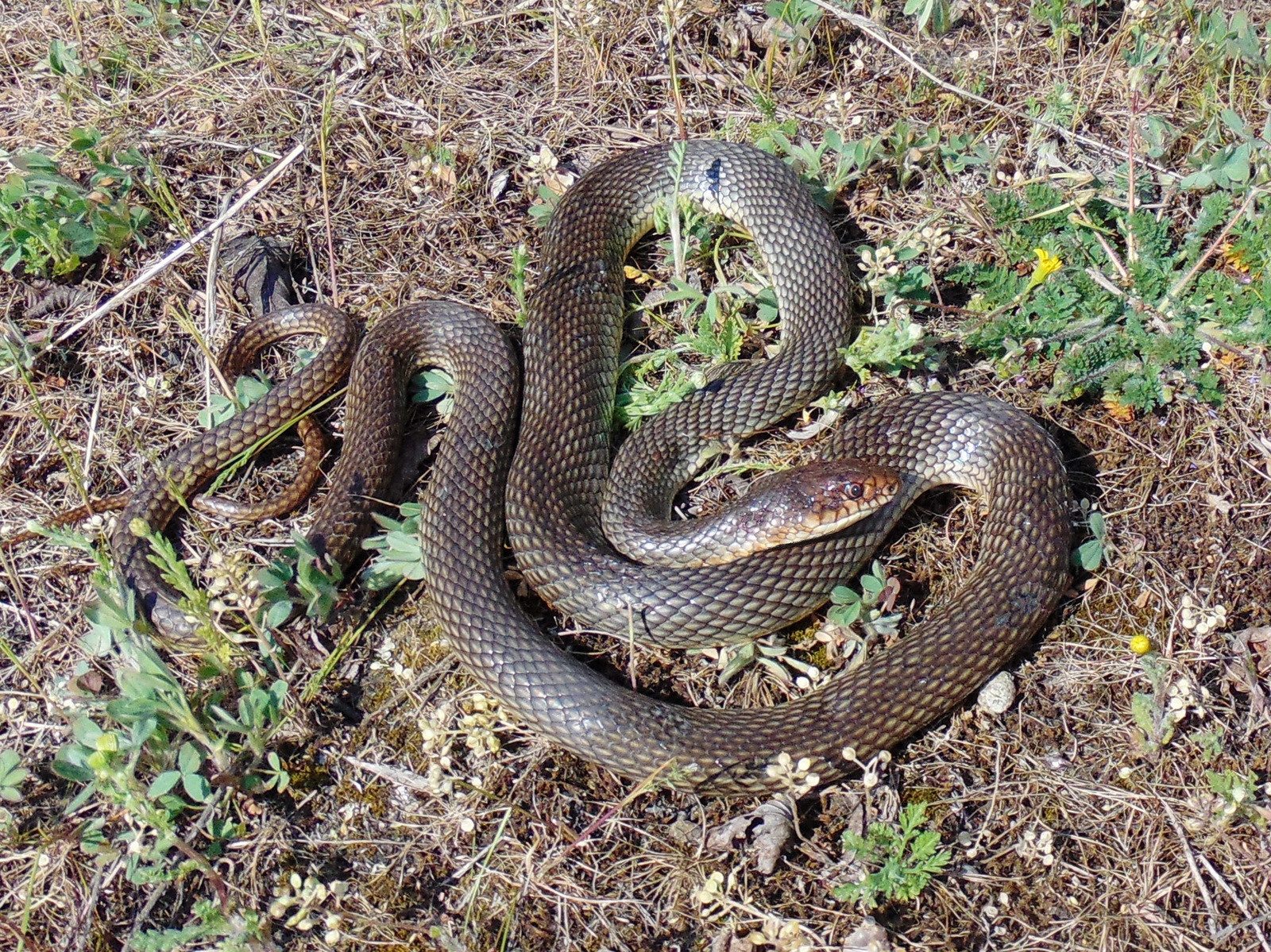
Полоз жовточеревий
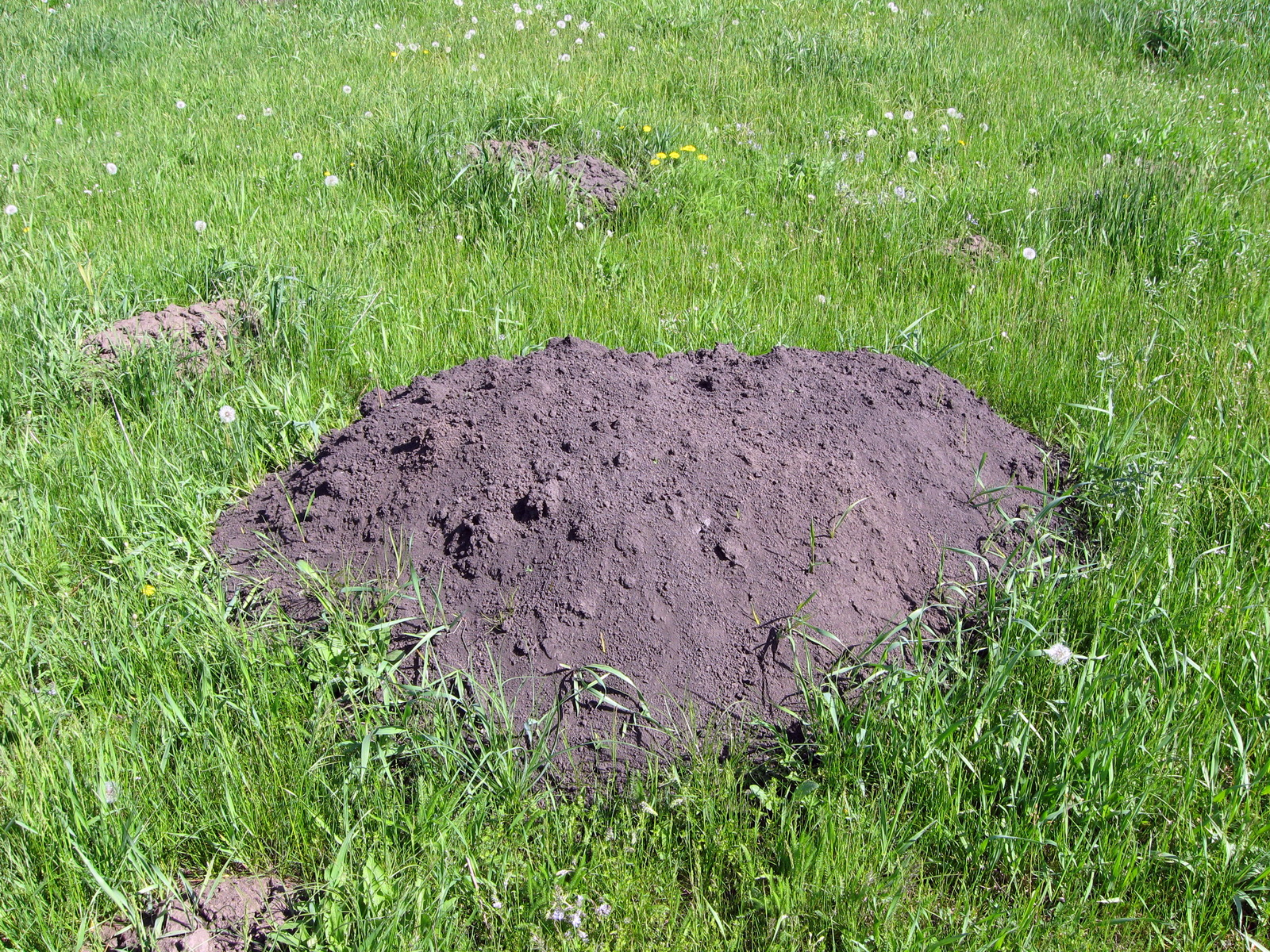
Сліди землерийної діяльності сліпака подільського
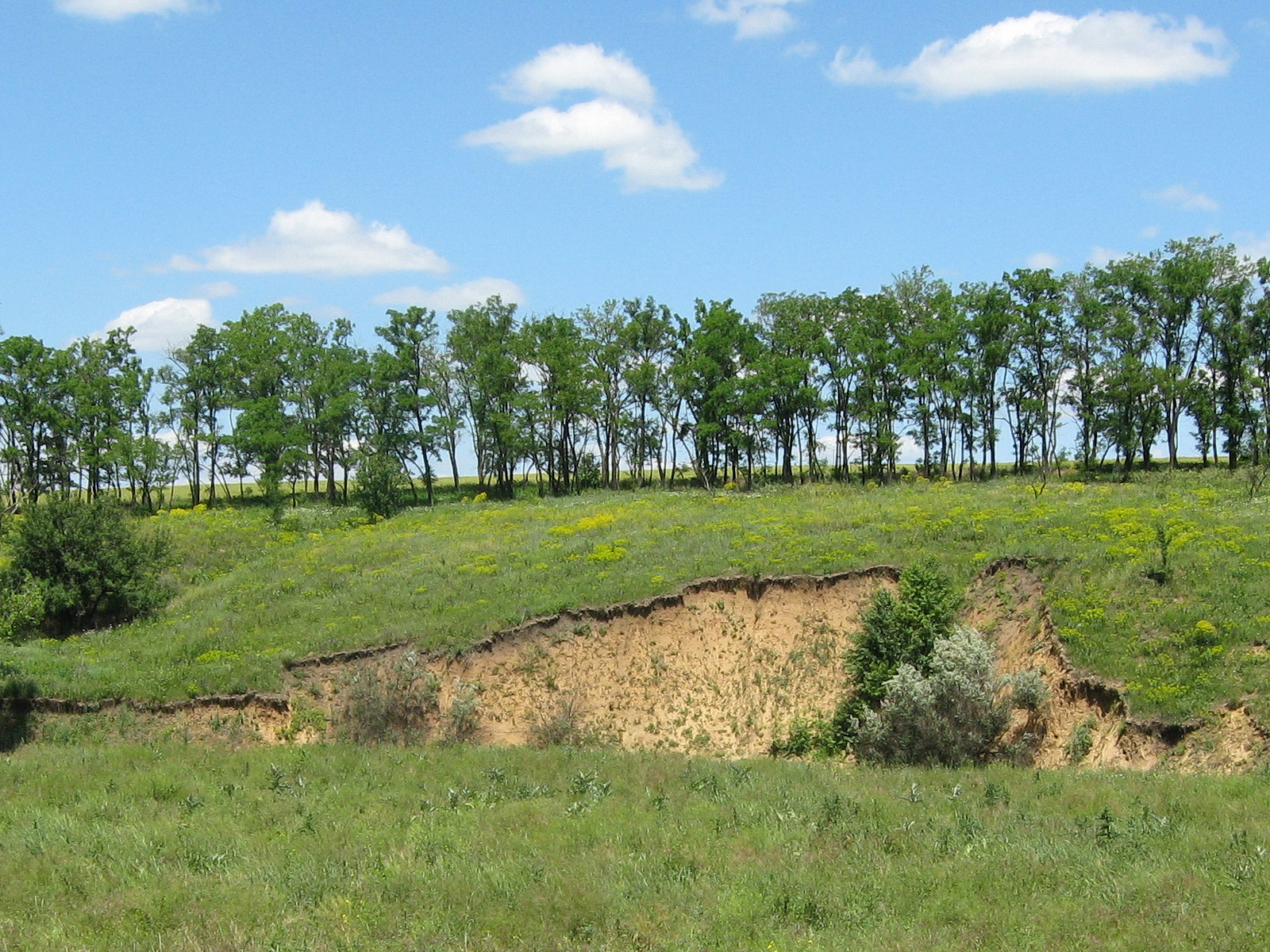
Круча з колонією бджолоїдок